# ハンビョル
ハンビョル（1990年7月4日 - ）は、オーストラリア（ブリスベン）で生まれ育った韓国系オーストラリア人。身長185cm。大学生の時、芸能人を目指すために単身渡韓。2011年から主に日本とヨーロッパで活動していたバンド「Ledapple」のメインボーカルとして遅れて合流。

## 経歴
- 2011年 【Ledapple】 のオーディションに受かり、他のメンバーと遅れて合流。メインボーカルとして活動
- 2012年 第20回 大韓民国文化芸能大賞　歌謡部門　アイドル新人歌手賞　受賞
- 2013年～ 日本で本格的に活動
- 2014年～ ヨーロッパにて活動
- 2014年 ルーマニアにて初の韓国人歌手の公演を開催。空港がパニックを起こした
- 2014年 年末をもって【Ledapple】を脱退
- 2015年〜 事務所を移籍。ドラマのサントラを歌うなどソロ歌手として韓国にて活動
- ドラマ「リメンバー～息子の戦争～」（原題）の挿入歌「冬の風」は、中国全土のチャートで7位を記録
- 中国では、バラエティ番組のレギュラー（全16回）、連続ドラマの助演も決まり、積極的に活動中
- 2016年5月29日 日本ファンクラブ「壱ＢＡＮＢＯＳＨＩ」を開設
- 2016年5月29日 原宿アストロホールにて、ソロ1stLIVE「１ＢＡＮＢＯＳＨＩ-Vol.1-」を開催
- 2016年7月16日 ニッポン放送内イマジンスタジオにて、2ndLIVE「１ＢＡＮＢＯＳＨＩ-Vol.2-」を開催
- 2016年7月17日 ファンクラブ開設後初のファンミーティングを開催

## 人物
- 生年月日：1990年7月4日
- 出身：オーストラリア
- 血液型：A型
- 趣味：バスケットボール・サッカー・スノーボード
- 尊敬する歌手：Hyde（L'Arc〜en〜Ciel）
- 好きな歌手：ONE OK ROCK、Bruno mars
- 最終学歴：Queensland University of Dentistry　休学中

## ソロ
韓国 

- 2013年 デジタルシングル「With Coffee]」デュエット
- 2013年 韓国ドラマ　7급 공무원（邦題：7級公務員）　挿入歌「I'll Be There For you」
- 2015年 韓国ドラマ　발칙하게고고（邦題：チアアップ！）　挿入歌「Shooting star」
- 2016年 韓国ドラマ　리멤버 - 아들의 전쟁（邦題：リメンバー～記憶の彼方へ～）　挿入歌「겨울바람（冬の風）」

日本 

- 2016年 「冬の風」日本語バージョン、日本オリジナル楽曲を発表（予定）

## 来歴
- 2016年5月29日 原宿アストロホールにて 1st LIVE「１ＢＡＮＢＯＳＨＩ－Vol.1－」を開催
- 2016年7月16,17日 ニッポン放送内イマジンホールにて 2nd LIVE「１ＢＡＮＢＯＳＨＩ－Vol.2－」を開催予定